# لاندغريفية هسن ماربورغ
لاندغريفية هسن ماربورغ  (بالألمانية: Landgrafschaft Hessen-Marburg) لاندغريفية ألمانية وإمارة مستقلة ضمن الإمبراطورية الرومانية المقدسة، كانت موجودة بين عامي 1485 و1500، وبين 1567 و1604/1650.
تكونت من مدينة ماربورغ وبلدات غيسن، نيدا وإبشتاين المحيطة بها، ما يقرب مما يسمى اليوم هسن العليا.
كانت المنطقة كونتية شبه مستقلة تحت حكم كونتات آل غيسو أو غيسونن منذ القرن الحادي عشر، والذين بانقراضهم سقط بيد لاندغريفات تورنغن في ثلاثينات القرن الثاني عشر.